# Lewon Mirzojan

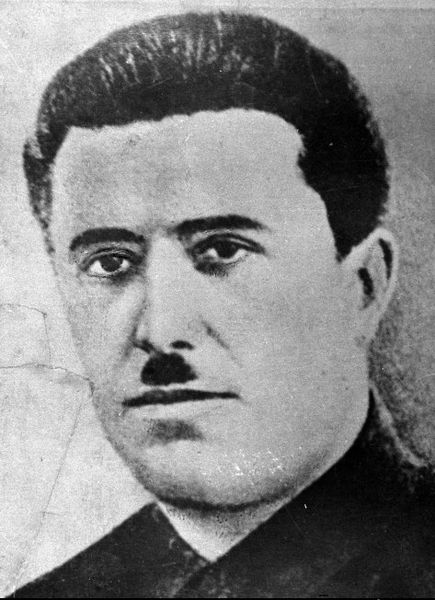
Lewon Mirzojan

Lewon Mirzojan (ur. 2 listopada?/14 listopada 1897 w miejscowości Aszan k. Şuşy, zm. 26 lutego 1939 w Moskwie) – radziecki polityk ormiańskiego pochodzenia, I sekretarz KC Komunistycznej Partii (bolszewików) Azerbejdżanu w latach 1926-1929, I sekretarz KC Komunistycznej Partii Kazachstanu w latach 1937-1938.
Od marca 1917 członek SDPRR(b), 1917-1918 działacz związkowy w Baku, 1918-1920 działacz podziemia komunistycznego na Zakaukaziu, od 1920 przewodniczący Azerbejdżańskiej Rady Związkowej, następnie ludowy komisarz pracy Azerbejdżańskiej SRR, do 1925 sekretarz odpowiedzialny Bakijskiego Miejskiego Komitetu Komunistycznej Partii (bolszewików) Azerbejdżanu, 1925-1926 sekretarz KC KP(b)A. Od 21 stycznia 1926 do 5 sierpnia 1929 I sekretarz KC KP(b)A. 1929-1930 sekretarz odpowiedzialny okręgowego komitetu WKP(b) w Permie, 1930-1933 II sekretarz Uralskiego Obwodowego Komitetu WKP(b). Od 4 lutego 1933 do 23 kwietnia 1937 I sekretarz Krajowego Komitetu WKP(b) Kazachstanu, następnie do 23 maja 1938 I sekretarz KC Komunistycznej Partii Kazachstanu (utworzonej z przekształcenia krajowego kazachskiego komitetu WKP(B)). Od lutego 1934 do maja 1938 członek KC WKP(b). 20 grudnia 1935 odznaczony Orderem Lenina.
W okresie "wielkiej czystki" 23 maja 1938 aresztowany przez NKWD pod zarzutem "zdrady ojczyzny, udziału w powstaniu zbrojnym, terroryzmie i zorganizowanej działalności kontrrewolucyjnej". 28 lutego 1939 skazany na śmierć przez Kolegium Wojskowe Sądu Najwyższego ZSRR, rozstrzelany tego samego dnia. Ciało skremowano w krematorium na Cmentarzu Dońskim, prochy pochowano anonimowo.
10 grudnia 1955 zrehabilitowany postanowieniem Kolegium Wojskowego SN ZSRR.